# Episodi de Il commissario Ricciardi (seconda stagione)
La seconda stagione della serie televisiva Il commissario Ricciardi, composta da 4 episodi, è stata trasmessa in prima visione e in prima serata su Rai 1 dal 6 al 21 marzo 2023. Il primo episodio è stato pubblicato in anteprima su RaiPlay il 4 marzo.
| nº | Titolo              | Prima TV      |
| -- | ------------------- | ------------- |
| 1  | Febbre              | 6 marzo 2023  |
| 2  | Anime di vetro      | 13 marzo 2023 |
| 3  | Serenata senza nome | 20 marzo 2023 |
| 4  | Rondini d'inverno   | 21 marzo 2023 |

## Febbre
Fortino (Cilento), agosto 1933. Ricciardi visita la tomba della governante Rosa (posta accanto a quella della baronessa Marta, madre dell'uomo) e solo qui simbolicamente le confida ciò che le aveva sempre taciuto, ovvero la capacità di vedere le anime delle vittime di morte violenta, e di aver deciso di non avere figli per evitare che anche loro ereditino tale maledizione, che la stessa madre gli ha trasmesso suo malgrado.
Napoli. Al Bancolotto di vicolo della Speranzella, nel quartiere di Montecalvario, viene trovato il cadavere di Gaspare Rummolo detto 'O Cecato, un “assistito”, ossia una persona cui i defunti, secondo la credenza popolare, rivelano i numeri vincenti al Lotto, per cui ne è interpellato dai giocatori; il fantasma dell'uomo, ucciso nella sua camera con un colpo di lama all'occhio sinistro, continua a ripetere «Ventuno, nove e diciannove». Come Maione spiega a Ricciardi, per le stesse tradizioni solo le anime del Purgatorio possono parlare in sonno ai vivi: in particolare quelle più propense a dare i numeri pare siano quelle di persone giustiziate e pentite, oppure quelle morte in modo violento.
Le indagini si concentrano subito sul conte Romualdo Palmieri di Roccaspina, che aveva urgenza di contattare Rummolo, e su sua moglie Bianca: infatti il conte è dipendente dal gioco d'azzardo e tale dipendenza sta portando i coniugi sul lastrico; sua moglie ritiene che Rummolo abbia alimentato la patologia del marito, perciò non è dispiaciuta per il suo decesso.
Ricciardi trova nella camera del morto uno specchio, cosa strana dato che Rummolo era cieco; nemmeno Vincenzo e Maria Caruso, fratello e sorella proprietari del Bancolotto che avevano dato all'uomo la camera, sapevano che possedeva tale oggetto. Bambinella informa Maione che, il giorno prima di essere ucciso, Rummolo aveva litigato con Gennaro Luise, un uomo pericoloso e temuto da tutti che abita vicino alla ricevitoria, per una grossissima somma giocata su un terno i cui numeri però non erano usciti; Luise presta i soldi a strozzo e tra i suoi clienti c'è anche il conte Palmieri. I numeri che Rummolo aveva 'dato' a Luise erano ventuno, nove e diciannove.
Il conte Palmieri, spinto dalla moglie, rivela a Ricciardi che Luise riscuote i crediti in una locanda a Salita Arenella. Luise nega di aver ucciso Rummolo, e quando Ricciardi prova a portarlo in Questura lo minaccia con una lama nascosta nel suo bastone ma, dopo che il commissario gli risponde che se lo uccidesse gli farebbe un favore, lo strozzino desiste perché colpito da una tale imperturbabilità, che associa alla conoscenza di un grande dolore, e lo porta in casa dove abita con suo fratello Mario, malato e costretto a letto. Luise spiega a Ricciardi che due anni prima aveva mandato il fratello a Marsiglia, dove gestiscono due pescherie, per far condurre a Mario una vita onesta; purtroppo da un mese Mario era tornato a Napoli nelle condizioni in cui adesso versa, e Luise non vuole che nessuno sappia del suo stato perché non vuole che la gente ne tragga soddisfazione né che compatisca suo fratello. Per tale motivo Luise si è rifiutato di fornire un alibi alle autorità, tuttavia giura a Ricciardi che la notte in cui Rummolo è stato ucciso stava assistendo il fratello con un'infermiera. Il commissario, poco prima di andarsene, rimprovera Luise perché prova più vergogna per la condizione di suo fratello che per la paura che con le sue minacce e soprusi arreca alle persone.
Ricciardi sente per caso due donne discutere dei numeri dati da Rummolo a Luise, che stavolta sono usciti e che corrispondono a "donna bella", "desiderio" e "parto", sebbene il nove possa significare anche "addio". Il commissario ripensa allo specchio trovato nella camera di Rummolo e conclude che il motivo per cui l'uomo è stato ucciso non riguarda il gioco d'azzardo: se egli infatti era vestito di tutto punto, nonostante fosse passata la mezzanotte, era perché aspettava qualcuno, e che fosse già in possesso delle chiavi della sua stanza, cioè i Caruso e il giovane Gaetano, impiegato del Lotto. Ricciardi rammenta ai tre una frase che Maria aveva pronunciato riguardo alla «bellezza del cuore», intuendo che lo specchio sia suo e che lo usasse per sistemarsi dopo aver visitato Rummolo, col quale aveva una relazione; allora la donna ammette di provare rabbia nei confronti del fratello perché l'ha tenuta praticamente sempre chiusa in casa dato che la gente la deride perché brutta: Rummolo invece, cieco, non la giudicava per il suo aspetto e lei aveva finito per innamorarsene. L'uomo però aveva deciso di interrompere la relazione per il timore che Vincenzo li scoprisse e potesse decidere di mandarlo via, dacché secondo lui nessuno la poteva avvicinare con sincerità. Quando in sogno gli erano arrivati i numeri corrispondenti a "donna bella", "desiderio" e "addio", si era convinto che separarsi fosse l'unica soluzione. A questo punto Maria, sconvolta, aveva afferrato il taglierino che aveva con sé e aveva colpito all'occhio sinistro il suo amante, uccidendolo.
Bruno Modo, durante una delle sue abituali visite in un bordello, conosce la nuova prostituta Lina e col tempo se ne innamora, ricambiato. 

La richiesta di trasferimento in Italia di Manfred viene accettata e gli viene affidata una missione diplomatica. Dopo le insistenti domande della madre, Enrica le rivela che intrattiene una corrispondenza con un ufficiale tedesco, mentre con il padre ammette che, nonostante Manfred sia gentile e premuroso, lei è ancora innamorata di Ricciardi, il quale però è diventato freddo, distaccato: allora Giulio rivela alla figlia di aver parlato col commissario per convincerlo ad andare a Ischia e chiarirsi con lei. Enrica non lo aveva visto né sa che Ricciardi aveva scorto il bacio da lei scambiato con Manfred. Da parte sua, Livia, intuendo che tra Enrica e Ricciardi c'è un legame, chiede a Falco di indagare sulla ragazza. 
Tra Nelide e l'ortolano Tanino inizia a nascere una certa simpatia.
- Tratto da: Febbre (racconto contenuto nella raccolta Giochi criminali, Einaudi 2014) e Lo spirito giusto (novella, BUR Rizzoli 2021).
- Altri interpreti: Arturo Muselli (conte Romualdo Palmieri di Roccaspina), Domenico Pinelli (Tanino Sarracino), Franca Abategiovanni (Maria Caruso), Marianna Robustelli (Lina), Giovanni Allocca (Cesarano), Francesco Borragine (Giovanni Maione), Dominique Donnarumma (Benedetta Maione), Pietro Piccirillo (Antonio Maione), Rosalba Caggiano (Maria Maione), Valentina Ciriello (Clara, cameriera di Livia), Pasquale Nastri (autista di Livia), Patrizia Spinosi (maîtresse Clara), Antonio De Rosa (Gaspare Rummolo), Enzo Casertano (Vincenzo Caruso), Giovanni Marra (Gaetano), Edoardo Velo (Gennaro Luise), Thayla Orefice (dirimpettaia), Carmen Di Marzo (dirimpettaia), Carmine De Luca (custode del palazzo dove abitava Luise), Marisa Carluccio (signora del palazzo dove abitava Luise), Fortunato Iannaccone (Peppe, oste della locanda), Nikolay Selikowsky (graduato nazista), Rosario D'Anna (bambino di Fortino), Rosanna Amoroso (bambina di Fortino), Luigi Russo (Mariano, cognato di Maione), Veronica Andreano (Anna, sorella di Lucia), Annalisa D'Ambrosio (donna cilentana), Francesca Annunziata (donna cilentana).
- Ascolti: telespettatori 4 039 000 – share 21,5%[3].

## Anime di vetro
La contessa Bianca Palmieri di Roccaspina chiede a Ricciardi di risolvere un caso di omicidio per il quale è accusato il marito Romualdo, secondo lei ingiustamente, poiché afferma che la notte del delitto è rimasto nella sua stanza, ubriaco. Il morto è l'avvocato Ludovico Piro, che segretamente faceva lo strozzino con i nobili, trovato riverso sulla scrivania del suo studio a Santa Lucia con la giugulare recisa da un'arma appuntita; il conte, rinchiuso nel carcere di Poggioreale, si è autoaccusato dell'omicidio ma ha chiesto al proprio avvocato di riuscire a fargli avere la minor pena possibile. Ricciardi sente il fantasma di Piro dire «È deciso così, è inutile parlare».
Dalla vedova dell'avvocato, la signora Costanza, Ricciardi e Maione vengono a sapere che Piro amministrava alcuni enti religiosi molto importanti, godendo della fiducia del vescovo e di alti funzionari dello Stato. La mattina in cui il conte e l'avvocato hanno avuto un'accesa discussione, in casa c'erano Costanza, la cameriera e l'autista, mentre l'adolescente figlia Carlotta era a scuola. Ricciardi e Moscato, l'avvocato del conte, provano a far confessare a quest'ultimo la verità, ma il conte insiste nel non dire nulla, affermando che anche se rischia 21 anni di prigione uscirà prima per buona condotta. 
Bambinella spiega a Maione che Carlo Maria Fossati Berti, duca di Marangolo, è innamorato della contessa Palmieri di Roccaspina, ma lei non lo ricambia, anche se ha piacere che continuino a essere amici (come la stessa contessa racconta a Ricciardi); inoltre, da un ex collega ha saputo che l'autista di Piro è stato licenziato dopo la morte dell'avvocato perché non si possono più permettere tale spesa. Il duca incontra Ricciardi e ribadisce quanto dichiarato al commissario da Bianca, la quale un anno prima gli aveva rivelato che il marito era stato picchiato; per tale ragione il duca aveva deciso di aiutarlo, ma solo per amore di Bianca: aveva chiesto a Piro di aiutare Romualdo e che avrebbe pensato lui a onorarne i debiti, ma alla condizione che nessuno sapesse chi stesse pagando; a un certo punto, però, Piro smise di accettare il suo denaro. In più il duca spiega di essere malato e prossimo alla morte (quindi non avrebbe avuto neanche motivo di prendersela col conte) e di aver visitato Bianca per avvertirla perché temeva che Romualdo potesse decidere di farla finita.
L'ex autista della famiglia Piro si presenta in Questura e, tra le altre cose, spiega a Maione e Ricciardi che la giovane Carlotta voleva andare a scuola a piedi, per questo non si faceva accompagnare e usciva presto; in più, il giorno prima dell'omicidio lui aveva portato Piro al convento della Madonna Incoronata, dopo Pomigliano d'Arco, ma il giorno dopo l'avvocato gli aveva chiesto di esservi riaccompagnato, come se avesse scordato qualcosa. La madre superiora del convento-collegio spiega, senza scendere nei dettagli, che si trattava di una questione personale che però non aveva niente a che fare con quanto accaduto dopo.
Mettendo insieme diversi pezzi, Ricciardi intuisce che nella faccenda è coinvolta direttamente Carlotta, e la incontra in un bar dove la ragazza è solita recarsi la mattina. Ricciardi le espone la propria ricostruzione: lei e il conte Palmieri di Roccaspina avevano una relazione e si incontravano lì; quando suo padre era venuto a saperlo, aveva deciso di rovinare il conte; per questo il mattino prima del delitto il conte si era recato da Piro, sebbene nel trambusto nessuno avesse capito il motivo per il quale stavano litigando; in seguito Piro era tornato una seconda volta al convento dell'Incoronata, che come la ragazza aveva accennato era anche un collegio, e lei stessa aveva fatto licenziare l'autista per evitare che potesse dire qualcosa su tale seconda visita; quando quella sera suo padre le aveva comunicato l'intenzione di trasferirla in quel collegio, lei lo aveva ucciso con un colpo alla gola col proprio fermacapelli; il giorno dopo la ragazza aveva ottenuto da Romualdo che egli si assumesse in vece sua la colpa dell'omicidio. Carlotta aggiunge che il padre l'aveva promessa in sposa al duca di Marangolo, malato e molto più vecchio di lei, sperando in un buon matrimonio, ma proprio in quell'occasione lei aveva conosciuto il conte, nobile ma squattrinato, al quale afferma di aver dato ciò che sua moglie non è mai riuscita a dargli, ossia la gioia di vivere. Carlotta non è comunque intenzionata a confessare né ad aspettare che Romualdo esca dal carcere.
Ricciardi spiega a Bianca che non disponendo essi di prove inconfutabili ma solo di congetture, non avrebbero potuto sostenere la causa di innocenza, a fronte della confessione del conte. Pur non volendo più vivere col marito, la contessa non sopporta l'idea che un innocente si rovini la vita, perciò intende incontrarlo ancora: accompagnatala, Ricciardi e Moscato provano a convincere il conte a ritrattare la confessione, tanto più che in tal caso Carlotta avrebbe dovuto scontare solo qualche anno in una prigione minorile, ma il conte ribatte che il commissario non può capirlo perché secondo lui Ricciardi non ha mai amato; prima di andarsene, gli dice che sa bene che Carlotta non lo aspetterà, e non vuole nemmeno che lo faccia, perché la vuole libera e felice, dacché egli la ama.
Nel frattempo Manfred (che si sta occupando di sovrintendere al lavoro di un gruppo di archeologi) incontra ufficialmente la famiglia di Enrica e inizia a far spesso loro visita, nonostante la ragazza continui a essere dubbiosa perché ancora innamorata di Ricciardi (motivo per cui suo padre Giulio si è confidato con don Pierino e poi quest'ultimo col commissario stesso).
Falco rivela a una deliziata Livia che tra Ricciardi ed Enrica non c'è niente e che lei è ora legata a un maggiore tedesco, ma le chiede di non fare mosse azzardate dato che le ha rivelato informazioni che dovevano rimanere segrete; inoltre, Falco rivela a Livia di essere orfano, di essere cresciuto nei vicoli, che la sua unica famiglia è il Partito e che senza di esso teme di non essere niente: per tale motivo le chiede di non metterlo mai nella condizione di scegliere tra la fedeltà al regime e i sentimenti che lo legano a lei.
Livia prova ancora ad avvicinarsi a Ricciardi, confidandogli che egli l'ha riportata alla vita dopo che aveva perso il figlio, ma il commissario le risponde gentilmente che non può darle ciò che desidera; nei giorni seguenti Livia, sconvolta, fa delle deduzioni errate sulle cause del rifiuto di Ricciardi e le confida incautamente a Falco. Durante una festa, Livia inoltre conosce Manfred, mentre Falco parla con un collega dell'OVRA, il quale gli dice che «a Roma sono sempre più interessati al tedesco», e che il suo legame con Enrica potrebbe tornare loro utile prima o poi.
Maione e Lucia rimproverano il figlio maggiore Giovanni perché rientrato tardi per stare più tempo con gli amici; con il ragazzo il rapporto è già difficile perché i genitori gli impediscono di fare il poliziotto. Quando però Giovanni ricorda ai genitori che anche se il primogenito Luca è morto (ucciso mentre prestava servizio) lui è vivo, il padre gli dà uno schiaffo e Giovanni va in camera senza dire una parola. Successivamente Maione è dispiaciuto ma Lucia non intende rischiare di perdere un altro figlio.
Ricciardi trova il coraggio di dire a Enrica, seppure in modo molto impacciato, di sperare in un futuro con lei. Poco dopo il commissario viene prelevato con forza e interrogato da un gruppo di camicie nere che riferiscono di agire su denuncia di Livia: l'accusa che gli viene fatta è quella di omosessualità.
- Tratto da: Anime di vetro (romanzo, Einaudi 2015) e Lo spirito giusto (novella, BUR Rizzoli 2021).
- Altri interpreti: Arturo Muselli (conte Romualdo Palmieri di Roccaspina), Domenico Pinelli (Tanino Sarracino), Marianna Robustelli (Lina), Massimiliano Rossi (Carlo Maria Fossati Berti, duca di Marangolo), Chiara Conti (Marta Ricciardi), Francesco Borragine (Giovanni Maione), Gennaro Guazzo (Umberto, amico di Giovanni), Giovanni Paolo Borrielli (Ciro, amico di Giovanni),Giovanni Eramo (Gennaro,amico di Giovanni), Valentina Ciriello (Clara, cameriera di Livia), Pasquale Nastri (autista di Livia), Leonardo De Carmine (uomo dell'OVRA), Antonio Veneziano (uomo Virgola che parla con Falco alla festa), Emanuele Gabrieli (uomo dell'OVRA), Marco Trotta (ragazzo delle camicie nere), Rossella Di Luca (Carla Di Meglio), Gigliola Di Feo (Costanza Piro), Maria Laurora (vicina di Enrica), Benedetta Dattilo (Carlotta Piro), Maurizio Tomaciello (avvocato Ludovico Piro), Claudio Caporizzo (avvocato Moscato), Anna Maria Ackermann (madre superiora), Massimo Pagano (Salvatore Laprece, autista di Piro), Francesco Cordella (commissario Paolo De Blasio), Francesca Romana Bergamo (amica di Livia), Gennaro D'Alterio (Franco, cliente di Bambinella).
- Ascolti: telespettatori 3 621 000 – share 19,6%[4].

## Serenata senza nome
Sono passati più di quindici anni da quando Vincenzo Sannino, detto Vinnie, è emigrato in America, imbarcandosi di nascosto su una nave. Là ha avuto successo, è diventato campione mondiale di pugilato nella categoria dei mediomassimi. Ma il suo ultimo avversario, un pugile di colore, è morto e lui non se l'è più sentita di continuare. Adesso è tornato per inseguire l'amore mai dimenticato, Cettina, la ragazza che alla sua partenza aveva pianto disperata. La vita, però, è andata avanti anche per lei, che ora è donna e moglie di un ricco commerciante di tessuti. Poco dopo il suo ritorno in Italia, Vincenzo va sotto casa di Cettina a cantarle una straziante serenata, Voce ‘e notte, udita da molti nel suo palazzo, tra cui il marito, che lo vede dal balcone. Il giorno successivo, a teatro, Vincenzo incontra Cettina con il marito, che lo riconosce, e lo minaccia di morte in pubblico. Quando, dopo qualche giorno, il marito di lei, Costantino Irace, viene trovato morto, per di più con un colpo alla testa che ricorda proprio la tecnica di pugilato caratteristica di Santino, per tutti l’unico colpevole possibile è Vinnie. Questi peraltro non ricorda neppure dove si trovava quella sera, tanto era preda dei fumi dell’alcol: potrebbe dunque essere stato lui a commettere l’omicidio.
Ricciardi, intanto, si è appena liberato dall’infamante accusa montatagli contro dal regime, anche grazie alla "confessione" della contessa Bianca, che svela di essere coinvolta in una relazione con lo stesso Ricciardi. In fondo, anche lei è innamorata di Ricciardi, pur non corrisposta, e non esita a tale artificio per salvarlo: entrambi dunque, frequentandosi, si fingono affiatati nel rapporto.
Garzo sostiene la linea d'azione punitiva del regime nei confronti di Vinnie Santino, il campione della boxe e l’orgoglio del Duce nel mondo, che dopo l’incidente sul ring aveva, imbattuto, abbandonato la carriera, e con essa il proprio ruolo rappresentativo della possanza dell'uomo fascista: Ricciardi tuttavia resiste alle pressioni del vicequestore tese ad incastrare Santino ma, se è costretto a porlo in stato di fermo, al contempo, con la collaborazione di Maione, indaga per trovare il vero colpevole.
Le indagini fanno emergere un contesto alternativo di trame e interessi stringenti: il commissario incontra Nicola Martuscelli, il mediatore con cui Irace aveva appuntamento al porto per concludere un grosso affare la mattina in cui è stato assassinato. Una grossa partita di tessuti avrebbe messo in ginocchio tutti gli altri commercianti, tra cui anche Merolla, suo vicino di negozio. Le ricerche puntano anche sul cognato di Costantino Irace, Michelangelo Taliercio, fratello di Cettina e socio della vittima: Irace aveva risollevato il negozio di stoffe di Cettina e suo fratello, grazie al suo intuito per gli affari. A sua volta Taliercio si trova costretto ad avere a disposizione molto danaro, per sostenere la retta di 10.000 lire l’anno da corrispondere alla clinica in cui è ricoverata sua moglie che, molto malata, ha bisogno di cure assai costose. Sebbene Taliercio fosse in ritardo con i pagamenti, dopo la morte di Irace la retta è stata totalmente saldata e in parte anche anticipata. In realtà i soldi per l’affare del porto erano 85.000 lire, mentre quelli trovati in tasca alla vittima erano solo 70.000. Inoltre, il commissario, ad un nuovo esame sugli abiti della vittima, nota che un bottone dei pantaloni è stato strappato. Solo pochi sapevano che Irace teneva i soldi dell’affare in tale taschino dei pantaloni, e tra questi c’era proprio il cognato.
Messo alle strette, in un incontro in clinica durante una visita alla moglie, Taliercio confessa a Ricciardi che Irace era un uomo senza scrupoli, che si era impossessato del negozio, trattando il cognato come un dipendente e rendendo spenta la vita della moglie. Durante la notte del delitto, Vincenzo, ubriaco, è sì andato a trovare Cettina, che lo ha baciato. Ma la sera della serenata, anche il cognato e cugino di Cettina, l’avv. Guido Capone, l’ha sentita: segretamente innamorato anche lui di Cettina, ha congegnato il delitto contro Irace con la complicità di Taliercio, facendo leva sul bisogno di soldi del cognato e sul suo amore per la donna, certo di poter incolpare poi Vincenzo. Avendo trovato i soldi addosso alla vittima, sarebbe stata subito esclusa la rapina e incolpato poi facilmente Vincenzo.
Alla fine, Sannino esce di prigione e si riunisce con Cettina, dopo tanti anni.
Parallelamente, Maione vorrebbe aiutare Bambinella che, per aver nascosto Gustavo, il cliente suo innamorato che aveva pestato i piedi ad un camorrista, ora rischia la vita. Il graduato dissuade il camorrista dal nuocere a Gustavo, purché in cambio questi faccia ritorno da moglie e figli, lasciando definitivamente Bambinella.
Il dottor Modo si è innamorato di Lina, una prostituta che lavora nel bordello locale, ma che nutre per lui un amore sincero. Modo ha deciso di portarla via da quella realtà, anche andando contro il pensiero e la morale correnti.
Livia viene avvicinata da Falco che le chiede, in nome del governo, di frequentare Manfred, poiché a Roma si sospetta lui possa essere una spia che sta segretamente indagando su piani militari italiani per conto del governo nazista.
Nel frattempo, il commissario Ricciardi si accorge che Enrica è prossima al fidanzamento e lei stessa glielo conferma, chiedendogli spiegazioni di tanti incontri alla finestra e facendogli capire che è arrivato il momento di rivelare i suoi sentimenti. Durante la propria festa di compleanno, Enrica non se la sente tuttavia di impegnarsi con Manfred: lascia la stanza da pranzo e si rifugia in camera, dove, aprendo la finestra, trova ancora Ricciardi a guardarla. I due aprono insieme le loro finestre e decidono di lasciarsi invadere dalla pioggia che sta bagnando Napoli da giorni, simbolo della loro stessa apertura ad una nuova condizione di vita insieme.
- Tratto da: Serenata senza nome (romanzo, Einaudi 2016) e Lo spirito giusto (novella, BUR Rizzoli 2021).
- Altri interpreti: Domenico Pinelli (Tanino Sarracino), Marianna Robustelli (Lina), Franco Pinelli (Nicola Martusciello), Luigi Miele (Vincenzo Sannino), Ferdinando Maddaloni (Costantino Irace), Didi Anderson (Penelope Wright), Massimiliano Rossi (Carlo Maria Fossati Berti, duca di Marangolo), Chiara Conti (Marta Ricciardi), Francesco Borragine (Giovanni Maione), Gennaro Guazzo (Umberto, amico di Giovanni), Giovanni Paolo Borrielli (Ciro, amico di Giovanni),Giovanni Eramo (Gennaro, amico di Giovanni),Valentina Ciriello (Clara, cameriera di Livia), Pasquale Nastri (autista di Livia), Leonardo De Carmine (uomo dell'OVRA), Emanuele Gabrieli (uomo dell'OVRA), Marco Trotta (ragazzo delle camicie nere), Rosanna Sapia (Cettina Irace), Gennaro Di Biase (Michelangelo Taliercio), Mariaceleste Esposito (fantasma della bambina), Andrea Palladino (avvocato Guido Capone), Antonio Perretta (Paolo Forino, commesso di Irace), Pino Calabrese (Geraldo Merola), Ettore Massa (ometto al negozio), Sergio Basile (direttore della clinica), Maikol De Falco (Vincenzo da giovane), Chiara De Liberti (Cettina da giovane), Enzo Garramone (Gustavo Donadio), Claudio Lardo (Pascalone), Stefania Micheli (Luisa Bartoli, marchesa di Castelnuovo), Vincenzo D'Amato (concierge dell'Hotel Vesuvio), Antonio Guerra (scugnizzo di Bambinella), Mattia Bellucci (Ricciardi da bambino).
- Ascolti: telespettatori 3 756 000 – share 20,9%[5].

## Rondini d'inverno
29 dicembre 1933: al termine della rappresentazione della “sceneggiata” sulla canzone “Rundinella”, il primo attore, Michelangelo Gelmi, spara alla moglie fedifraga, Fedora Marra, uccidendola. Sin qui nulla di anomalo, visto che è previsto dal copione ed avviene tre volte al giorno, una per ciascuna replica quotidiana. Il problema è che, questa volta, la pistola non era caricata a salve e la donna muore veramente. Il caso sembrerebbe di facilissima soluzione: non ci sono dubbi sulle cause della morte né sussistono incertezze sull’identità dello sparatore. Però Gelmi giura e spergiura d’avere caricato a salve la sua arma, come al solito. Quel proiettile non doveva esserci. Gelmi ha aiutato la moglie a crescere nella sua carriera di attrice, ma lei nel tempo ha superato la fama del marito. Si sospetta che lo stesso l’abbia uccisa per gelosia, professionale e forse anche personale, data la differenza di età. Gelmi è un ex militare, molto esperto di armi. Continua a dichiararsi innocente e molto innamorato della moglie. Intanto qualcuno ha messo tre rose accanto al luogo dove è morta Fedora, per cui si sospetta che lei possa aver avuto un amante in vita.
Erminia Pacelli, la persona che sorveglia i camerini in assenza degli attori, racconta a Ricciardi di aver udito una lite nel camerino di Fedora fra lei ed il marito: i due hanno discusso di un presunto amante di lei.
Il figlio di Maione, Giovanni, si è messo in un brutto giro di ladruncoli, ma la madre ha scoperto tutto e cerca di dissuaderlo da queste frequentazioni.
Ricciardi trova un bigliettino nella vestaglia di Fedora, che fa veramente pensare all’esistenza di un amante della vittima, probabilmente uno della compagnia, poiché si vedevano tutti i giorni. Il biglietto parla di un “ricamo” che indosserà Fedora.
Nel frattempo in ospedale arriva Lina in un bagno di sangue. È stata picchiata quasi a morte e viene soccorsa dal dottor Modo. Maione si offre di fare delle indagini sulla ragazza e si rivolge come al solito a Bambinella. Lina è sua amica, il prostituto gli rivela che la ragazza è stata trovata lontano dall’ospedale e ha chiesto di essere portata subito lì. Lina chiede a Bruno Modo di non fare del male a chi lo ha fatto a lei.
Ricciardi ed Enrica si frequentano da qualche tempo. Manfred viene convinto da Livia ad andare da Enrica per il suo onomastico, dopo che egli ha ricevuto da parte della madre un biglietto di scuse per il comportamento della figlia nel loro ultimo incontro.
Ricciardi e Maione fanno visita a Pacelli, marito di Erminia, che è stato commilitone di Gelmi e poi aiutato dallo stesso Gelmi anche dopo la guerra, impiegando la moglie come guardiana e la figlia come ballerina in teatro. La figlia ha nel frattempo trovato un fidanzato nella compagnia teatrale.
Manfred ha accettato l’invito della madre di Enrica, ma lei non è contenta di rivederlo.
Modo e Maione fanno visita al padre di Lina, Beniamino Scuotto, ormai rassegnato al fatto che la figlia faccia la prostituta. Tutti i mesi ne riporta a casa i soldi per suo nipote, Camillo, figlio di Lina, che vive con lui.
Falco rivela a Livia che è interesse strategico del Fascio che Manfred resti a Napoli, mentre Ricciardi ne rappresenta un ostacolo, frapponendosi tra Enrica e il tedesco. Enrica da parte sua chiede a Ricciardi di parlare con i suoi genitori, per poter allontanare Manfred dalla sua vita.
Maione è molto dibattuto nel rivelare a Ricciardi la verità su Lina: la donna intanto ha perso conoscenza in ospedale e il dottor Modo chiede la presenza di Don Pierino.
Il passaggio della canzone “è 'nu ricamo ‘sta mandulinata” desta un collegamento mentale nel commissario, che così sospetta che l’amante di Fedora possa essere colui che suona il mandolino nella compagnia.
Livia incontra in segreto Ricciardi, per avvisarlo di un pericolo imminente: dacché il rapporto di lui con Enrica è considerato un intralcio, egli rischia la vita, se la giovane non accetta la corte di Manfred.
Maione torna a casa del padre di Lina, per incontrarne il figlio Camillo: questi confessa di essersi vergognato della madre agli occhi del proprio datore di lavoro e di averla picchiata. Il maresciallo lo rimprovera severamente per il suo atteggiamento e gli sferra un pugno che ne esprime il greve disprezzo. Informa quindi il superiore.
Modo è deciso a sposare Lina in punto di morte.
Leonardo Pittella, il suonatore di mandolino, viene interrogato in commissariato. Ricciardi ha capito che lui era l’amante di Fedora. Un mese prima la donna aveva iniziato a sedurlo e il musicista non era riuscito a resisterle. Forse anche Erminia immaginava che Fedora e Leonardo potessero essere amanti. Il commissario scopre nondimeno che Leonardo ha una relazione con una ragazza della compagnia: la figlia di Erminia. Probabilmente è lei che ha sostituito il proiettile, con la complicità della madre, avendo imparato dal padre a maneggiare le armi.
Maione e la moglie comunicano al figlio Giovanni che potrà frequentare la scuola per diventare carabiniere. Lina intanto muore in ospedale.
Ricciardi si reca fuori dal teatro per arrestare la figlia di Erminia, che trovandoselo di fronte all'uscita gli spara, per fortuna senza colpirlo a morte, dacché Bianca, sopraggiunta per andare a prenderlo per una festa, urla nel vedere l’arma. Enrica, venuta a sapere dell’incidente di Ricciardi, lascia casa di corsa e si fa accompagnare in ospedale.
La figlia di Erminia confessa il delitto a Maione: aveva ordito il delitto per gelosia contro Fedora che le stava insidiando il fidanzato.
Manfred si reca da Livia, poiché Enrica lo ha rifiutato per una seconda volta, uscendo di casa per correre da Ricciardi. Il tedesco vuole lasciare l’Italia e Livia, ancora una volta in nome del proprio amore per il commissario, decide di usare le sue arti seduttive per trattenerlo. Enrica incontra Ricciardi in ospedale ed infine egli chiede ufficialmente al padre di lei il permesso di frequentarla.
- Tratto da: Rondini d'inverno (romanzo, Einaudi 2017) e Lo spirito giusto (novella, BUR Rizzoli 2021).
- Altri interpreti: Domenico Pinelli (Tanino Sarracino), Marianna Robustelli (Lina), Franco Pinelli (Nicola Martusciello), Francesco Borragine (Giovanni Maione), Gennaro Guazzo (Umberto, amico di Giovanni), Giovanni Paolo Borrielli (Ciro, amico di Giovanni), Dominique Donnarumma (Benedetta Maione), Nicola Pannelli (Michelangelo Gelmi), Luigi Fiorentino (Pasquale Renzullo), Roberto Giordano	(Camarda), Antonella Stefanucci (sorella di Michelangelo Gelmi), Massimiliano Rossi (Carlo Maria Fossati Berti, duca di Marangolo), 	Giovanni Allocca (Cesarano), Rosalba Caggiano (Maria Maione), Pina Di Gennaro (Erminia), Angelica Greco (figlia di Erminia), Pietro Juliano	(Pacelli), Martina Palmitesta (Fedora Marra), Simone Mazzella (Aurelio Pittella), Antonio Muro	(chitarrista), Luciano Dell'Aglio (Pio Romano), Enzo Romano (vecchio attore), Francesca Del Mondo (ballerina), Dario Iubatti (attore con la cuffia nera), Isabella Salvato (suor Luisa), Giuseppe De Rosa (Beniamino Scuotto), Luca Eduardo Varone (Camillo Scuotto), Ciro De Crescenzo (amico di Camillo Scuotto)
- Ascolti: telespettatori 3 596 000 – share 20,9%[6].